# Astrurus crucicauda
Astrurus crucicauda är en kräftdjursart som beskrevs av Frank Evers Beddard 1886. Astrurus crucicauda ingår i släktet Astrurus och familjen Munnidae. Inga underarter finns listade i Catalogue of Life.